# リナ・ゲラン
リナ・ゲラン（Lina Guerin、1991年4月16日 - ）は、フランスの女子ラグビー選手。

## プロフィール
- フランス・パリ出身[1]。
- ポジションはフルバック(FB)。
- 身長 175cm、体重 64kg
- 女子フランス代表に選ばれたことがある[2]。

## 略歴
2016年、リオ五輪の7人制女子フランス代表に選ばれた。
そして2021年、東京五輪の7人制女子フランス代表に選ばれて銀メダル獲得。